# Will Tippin
William "Will" D. Tippin es un periodista y mejor amigo de Sydney Bristow en la serie de televisión Alias. Tippin es un personaje de ficción interpretado por el actor estadounidense de teatro, cine y televisión Bradley Cooper.

## Biografía
Al principio de la serie, Will era un amigo de Sydney Bristow y un reportero de un periódico local. Después de la muerte del prometido de Sydney, Danny Hecht, empieza a investigar dicha muerte tras considerarla en extrañas circunstancias. Sydney, sabiendo la verdad, que Danny fue asesinado por el SD-6 cuando averiguó que él sabía que Sydney era un espía, pidió a Will que cesara en su investigación. Sin embargo, el hará caso omiso de las petidiones de Sydney por lo que se verá envuelto en el mundo del espionaje de Sydney. La culminación de sus problemas llaga al final de la primera temporada, cuando él fue secuestrado por Sark y tuvo que ser rescatado por Sydney y su padre Jack Bristow.
Will eventualmente fue reclutado como un investigador privado por la CIA, utilizando su tenacidad y el instinto periodístico. Tippin investigó el experimento secreto de gobierno denominado Proyecto Navidad para Michael Vaughn. El Proyecto Navidad fue diseñado para realizar una serie test en el colegio a alumnos para determinar su nivel y capacidad intelectual a agentes en potencia para ser reclutados por la CIA. Los soviéticos se dieron cuenta del proyecto y la KGB envió a Irina Derevko en una misión secreta con el fin de determinar los datos concretos para que ellos pudieran promulgar su propia versión del programa.
- Datos: Q2295721